# April 2005
| April 2005 |
| Månader under 2005: Januari · Februari · Mars · April · Maj · Juni · Juli · Augusti · September · Oktober · November · December ← December 2004 · Januari 2006 → |

## Fredagen den1 april2005
Påven Johannes Paulus II har enligt uppgift mottagit de sjukas smörjelse.

## Lördagen den2 april2005
- Strax före kl.22 meddelades att påven Johannes Paulus II avlidit.
- Rikslarm utfärdat när psyksjuk brottsling rymmer i Norrköping
- HC Andersen firad i Odense
- Australiens finansminister uppmanas åtgärda välfärden
- Vatikanen släpper nytt uttalande om påvens hälsa
- Första bilden på en planet utanför solsystemet
- Våldsvåg i Rio kostade 30 livet
- Ny bomb i libanesiskt köpcentrum
- HC Andersen firad i Odense

## Måndagen den4 april2005
- Feministiskt Initiativ, ett feministiskt nätverk med sikte på riksdagsvalet 2006 bildas.

## Tisdagen den5 april2005
- Storbritanniens premiärminister Tony Blair utlyser parlamentsval till den 5 maj.

## Onsdagen den6 april2005
- En 54-årig man döms av Lunds tingsrätt till livstids fängelse för Helénmordet i mars 1989.[1]
- Furst Rainier av Monaco avlider efter en tids hjärtbesvär.

## Fredagenden8 april2005
- Norges prinsessa Märtha Louise får en dotter, som skall heta Leah Isadora.
- Johannes Paulus II:s begravning äger rum på Petersplatsen.

## Lördagenden9 april2005
- Prins Charles och Camilla Parker Bowles gifter sig.

## Söndagenden10 april2005
- En säck med likdelar har hittats flytande i Danvikskanalen vid Danviksbro i Stockholm.

## Onsdagenden13 april2005
- Georgien upphäver ensidigt visumtvånget för medborgare från bland annat EU och USA.

## Måndagenden18 april2005
- Konklaven, som skall välja påven Johannes Paulus II:s efterträdare, inleds.

## Tisdagenden19 april2005
- Vit rök från Sixtinska kapellets skorsten c:a kl. 18.00. Kardinal Joseph Ratzinger utses till ny påve och tar namnet Benedictus XVI.

## Söndagenden24 april2005
- Påven Benedictus XVI:s installationsmässa på Petersplatsen.
- Första videon på YouTube laddas upp.

## Fredagenden29 april2005
- Mozilla Firefox har idag laddats ner för 50 000 000 gången, stort firande bland firefox användare.

## Lördagenden30 april2005
- Molle Holmberg vinner dokusåpan "Club Goa", efter att Kitty Jutbring lagt den avgörande rösten.

### Fotnoter
1. ↑  Karin Johansson (6 april 2005). ”Rätten gick emot expertisen - gav Olsson fängelse”. Sydsvenskan. http://www.sydsvenskan.se/2005-04-06/ratten-gick-emot-expertisen---gav-olsson-fangelse. Läst 11 september 2016.